# Виља Алемана
Виља Алемана (шп. Villa Alemana) је општина у Чилеу. По подацима са пописа из 2002. године број становника у месту је био 94.802.

## Демографија
| 2002.  |
| ------ |
| 94.802 |